# Sur les toits (cambrioleurs et gendarmes)
Sur les toits (cambrioleurs et gendarmes) (En los techos) es un cortometraje francés de comedia muda de 1897 dirigido por Georges Méliès. La película fue estrenada por la Star Film Company de Méliès y está en el número 100 de sus catálogos. La película presenta a un policía torpe que intenta detener a dos delincuentes en el techo de un edificio de apartamentos. "Cada segundo de este", "escenificado con gran éxito" "minuto de película", según Europa Film Treasues, "se utiliza para construir la acción y los movimientos del personaje" y "hizo uso de la decoración tridimensional del teatro", que " la competencia copió rápidamente". La película se incluyó en la colección Will Day comprada por el ministro francés de Asuntos Culturales, André Malraux, al coleccionista Wilfrid Day en 1959 y conservada en los Archivos cinematográficos franceses.

## Sinopsis
Una mujer pide ayuda desde su ventana mientras dos ladrones trepan por los techos de su casa, la atan y la tiran por la ventana. Un policía escucha sus gritos y se sube al techo, solo para ser atrapado por los ladrones antes de que escapen.